# Freshwater (baie de la Conception)
Pour les articles homonymes, voir Freshwater.
Freshwater est un district de services locaux canadien situé dans la baie de la Conception sur l'île de Terre-Neuve dans la province de Terre-Neuve-et-Labrador. 